# 参宿增二
獵戶座31，又名BD-01 913，HD 36167、SAO 132176、HR 1834，是獵戶座的一颗恒星，视星等为4.71，位于銀經204.31，銀緯-18.62，其B1900.0坐标为赤經5h 24m 39.2s，赤緯-1° -18.62′ 15″。